# ديف هولت
ديف هولت (بالإنجليزية: Dave Holt)‏ هو عداء مسافات طويلة بريطاني، ولد في 18 مايو 1944.

## وصلات خارجية
- ديف هولت على موقع ThePowerOf10.info (الإنجليزية)
- ديف هولت على موقع أوليمبيديا (الإنجليزية)
- ديف هولت على موقع اللجنة الأولمبية البريطانية (الإنجليزية)